# Potamorrhaphis guianensis
Potamorrhaphis guianensis (nome comum: pirapucu) é uma espécie de peixe sul-americano de água doce. O nome popular, pirapucu, vem do tupi antigo pirapuku, significando peixe (pirá) comprido (puku)